# دلتا بحيرية
الدلتا البحيرية هي تجمع الطمي الذي يستقر في المكان الذي تتدفق عبره الأنهار إلى البحيرات. وأثناء الانتقال من نهر إلى بحيرة، تهدأ حركة المياه وتقل معها قدرة المياه على حمل الرواسب، الأمر الذي يؤدي إلى تكوين دلتا نهرية.